# ГЕС Стреджешті
ГЕС Стреджешті — гідроелектростанція у південній частині Румунії, в повіті Олт (на межі історичних регіонів Олтенія та Мунтенія). Входить до складу каскаду на річці Олт (ліва притока Дунаю), який нараховує кілька десятків станцій. Знаходиться між ГЕС Драгасані (вище по течії) та ГЕС Arcesti.
Бетонна гребля ГЕС висотою 33 метри та довжиною 101 метр безпосередньо перекриває русло річки та включає п'ять водопропускних секцій і машинний зал. Крім того, обабіч греблі починаються і тягнуться вище за течією земляні дамби максимальною висотою 17 метрів та загальною довжиною 21,8 км. На ці споруди пішло 127 тис. м3 бетону та 8,2 млн м3 ґрунту. Вони утворили водосховище довжиною 17 км та середньою шириною 1,35 км, із площею поверхні 22 км2 і об'ємом 203 млн м3.
Машинний зал обладнаний двома турбінами типу Каплан, які мають загальну потужність 50 МВт, та при напорі у 18 метрів забезпечують середньорічну виробітку на рівні 173 млн кВт-год.